# درجة استقطاب
درجة الإستقطاب أو كما يرمز لها بـ(DOP) هي كمية تُستخدم لوصف جزء من موجة كهرومغناطيسية والتي حدث لها استقطاب.
الموجة التي يحدث لها استقطاب كلي يكون لها درجة استقطاب 100% بينما تكون الموجة الغير مستقطبة لها درجة استقطاب 0%.
بينما الموجة المستقطبة جزئيًا والتي يمكن تمثيلها بمركبتين مركبة مستقطبة وأخري غير مستقطبة وتكون درحة الاستقطاب لتلك الموجية في المنقطة بين 0% و 100%.
ويمكن حساب درجة الاستقطاب عن طريق قسمة مقدار الطاقة الكلية التي تحمل الموجة إلي مقدار المركبة المستقطبة للموجة نفسها.
كما يمكن استخدام درجة الإستقطاب لرسم منطقة الإجهادات لبعض المواد وذلك بعد تعيين مقدار الانبعاثات الضوئية من تلك المواد.
الاستقطاب الناتج من الانبعاثات الضوئية يرتبط بالإجهادات الواقعة علي المادة من خلال العلاقة الرياضية للإجهادية الضوئية الآتية:
{\displaystyle \Delta ={\frac {2\pi t}{\lambda }}C(\sigma _{1}-\sigma _{2})}
حيث أن :
- Δ:التخلف المستحث.
- C: معامل الإجهاد الضوئي.
- t: سمك العينة.
- λ: الطول الموجي للفراغ.
- σ1 و σ2 : الإجهادات الرئيسية.

درجة الإستقطاب تم وضع تصور لها تمثيل شعاع مستقطب من خلال كرة بوانكريه ، في هذا التمثيل تساوي درجة الاستقطاب طول المتجهة المقاس بدايًة من مركز الكرة.